# Mind over Matter (Young the Giant)
Mind over Matter è il secondo album in studio del gruppo musicale alternative rock statunitense Young the Giant, pubblicato nel 2014.

## Tracce
1. Slow Dive – 0:47
2. Anagram – 4:54
3. It's About Time – 3:45
4. Crystallized – 4:00
5. Mind over Matter – 4:04
6. Daydreamer – 3:58
7. Firelight – 5:33
8. Camera – 5:12
9. In My Home – 3:39
10. Eros – 4:10
11. Teachers – 3:40
12. Waves – 4:38
13. Paralysis – 4:34

## Formazione
Gruppo
- Sameer Gadhia - voce, cori, percussioni, piano, organo, sintetizzatore, tastiere
- Jacob Tilley - chitarra, mellotron, sintetizzatore
- Eric Cannata - chitarra, cori
- Payam Doostzadeh - basso, sintetizzatore
- François Comtois - batteria, percussioni, cori

Collaboratori
- Justin Meldal-Johnsen - chitarra, percussioni
- Carlos de la Garza - percussioni
- Jessica Ramseier - voce
- Steven Aho - orchestrazioni
- Roger Joseph Manning Jr. - arrangiamento e direzione archi

## Classifiche
| Classifica (2014) | Posizione raggiunta |
| ----------------- | ------------------- |
| Canada            | 7                   |
| Stati Uniti       | 7                   |